# Michael Nzuku
Michael Musyoka Nzuku (* 27. Juni 1997) ist ein kenianischer Hürdenläufer, der sich auf die 110-Meter-Distanz spezialisiert hat.

## Sportliche Laufbahn
Erste internationale Erfahrungen sammelte Michael Nzuku bei den World Athletics Relays 2021 im polnischen Chorzów, bei denen er in 59,89 s den dritten Platz in der Hürden-Pendelstaffel hinter den Teams aus Deutschland und Polen belegte und damit eine neue afrikanische Bestleistung aufstellte. Im Jahr darauf startete er bei den Afrikameisterschaften in Port Louis und schied dort mit 14,32 s im Vorlauf über 110 m Hürden aus.

## Persönliche Bestleistungen
- 110 m Hürden: 14,14 s (+1,5 m/s), 13. April 2019 in Iten